# Aleksandra Kurzak
Aleksandra Małgorzata  Kurzak (ur. 7 sierpnia 1977 w Brzegu Dolnym) – polska śpiewaczka (sopran), solistka operowa.

## Życiorys

### Rodzina i edukacja
Córka śpiewaczki Jolanty Żmurko i waltornisty Ryszarda Kurzaka.
Ukończyła Szkołę Muzyczną im. Karola Szymanowskiego we Wrocławiu w klasie skrzypiec, Wydział Wokalny Akademii Muzycznej we Wrocławiu oraz Hochschule für Musik und Theater w Hamburgu. W 2009 uzyskała dyplom doktora sztuki muzycznej w dyscyplinie artystycznej: wokalistyka.

### Kariera zawodowa
W 1998 zwyciężyła w finale Międzynarodowego Konkursu Wokalnego im. Stanisława Moniuszki. Po konkursie otrzymała stypendium Fundacji Crescendum Est – Polonia Aleksandra Gudzowatego, dzięki czemu wyjechała do Niemiec, gdzie doskonaliła swój warsztat. Z powodzeniem startowała również w konkursach wokalnych w Helsinkach, Barcelonie, Kantonie i Hamburgu.
Podczas udziału w konkursie Operalia Plácinda Dominga została dostrzeżona przez Petera Mario Katona, dyrektora obsady w The Royal Opera House w Londynie, który od tamtej pory polecał ją innym reżyserom. W 1999 zadebiutowała na scenie operowej rolą Zuzanny w Weselu Figara Mozarta w Operze Wrocławskiej. W 2001 zadebiutowała w Operze Narodowej w Warszawie rolą Hanny w Strasznym dworze. W latach 2001–2007 była solistką Międzynarodowego Studia Operowego przy Staatsoper w Hamburgu. W 2004 zadebiutowała w Metropolitan Opera w Nowym Jorku rolą Olimpii w Opowieściach Hoffmanna Offenbacha. Od 2007 występowała również m.in. w The Royal Opera House w Londynie, Bayerische Staatsoper w Monachium, Operze Wiedeńskiej, Teatro alla Scala w Mediolanie, Gran Teatre del Liceu w Barcelonie, Opéra Bastille w Paryżu i Arena di Verona. W 2013 została ambasadorką Międzynarodowego Konkursu Wokalnego im. Stanisława Moniuszki. W 2015 za rolę Fiorilli w Turku we Włoszech wystawianym w The Royal Opera House otrzymała International Opera Award w kategorii Readers’ Award oraz Bachtrack Opera Award dla najlepszej śpiewaczki sezonu.

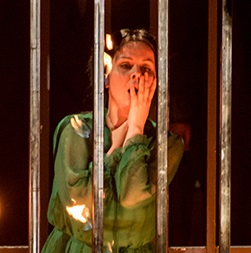
Kurzak (2016)

Jest bohaterką dwóch książek autobiograficznych: „Si, Amore” (2015; wywiad rzeka, przeprowadzony przez Aleksandra Laskowskiego) i „Dobrissimo! Opera od kuchni” (2022; wywiad rzeka Marzeny Rogalskiej, uzupełniony o ulubione przepisy kulinarne śpiewaczki).

## Życie prywatne
W 2000 po raz pierwszy wyszła za mąż, jednak małżeństwo zakończyło się rozwodem po 10 latach. W 2012 podczas prób do premiery opery Napój miłosny w The Royal Opera House w Londynie poznała tenora Roberto Alagnę, za którego wyszła 16 listopada 2015 we Wrocławiu po dwóch latach związku. Mają córkę Malènę (ur. 2014).

## Role
- Aspasia w Mitridates, król Pontu Mozarta w The Royal Opera House w Londynie (2005)[23];
- Kleopatra w Juliuszu Cezarze Haendla w Staatsoper w Hamburgu (2005) oraz w Bayerische Staatsoper w Monachium (2005/06);
- Adela w Zemście nietoperza Johanna Straussa II w Staatsoper w Hamburgu (2004–2006) oraz w Bayerische Staatsoper w Monachium (2005–2008),
- Norina w Don Pasquale Donizettiego w The Royal Opera House w Londynie (2006) oraz w Teatro Massimo w Palermo (2007)[24];
- Adina w Napoju miłosnym Donizettiego w The Royal Opera House w Londynie (2007, 2012, 2017), Staatsoper w Wiedniu (2011), Gran Teatre del Liceu w Barcelonie (2013) oraz w Bayerische Staatsoper w Monachium (2014);
- Gilda w Rigoletcie Verdiego w Metropolitan Opera w Nowym Jorku (2009), Teatro alla Scala w Mediolanie (2010), The Royal Opera House w Londynie (2014) oraz w Staatsoper w Wiedniu (2015)[25];
- Ännchen w Wolnym strzelcu Webera na Festiwalu w Salzburgu (2007);
- Blonda w Uprowadzeniu z seraju Mozarta w Lyric Opera of Chicago (2009) oraz w Metropolitan Opera w Nowym Jorku (2008);
- Maria w Córce pułku Donizettiego w Staatsoper w Wiedniu (2013) oraz w Teatro Real w Madrycie (2014)[26];
- Zuzanna w Weselu Figara Mozarta w The Royal Opera House w Londynie (2007) oraz w Staatsoper w Wiedniu (2012);
- Fiorilla w Turku we Włoszech Rossiniego w Bayerische Staatsoper w Monachium (2009) oraz w The Royal Opera House w Londynie (2010, 2015);
- Małgosia w Jasiu i Małgosi Humperdincka w Metropolitan Opera w Nowym Jorku (2011, 2014);
- Olimpia w Opowieściach Hoffmanna Offenbacha w Metropolitan Opera w Nowym Jorku (2004)[12];
- Rosina w Cyruliku sewilskim Rossiniego w Staatsoper w Wiedniu (2008) oraz w The Royal Opera House w Londynie (2011);
- Łucja w Łucji z Lammermooru Donizettiego w Seattle Opera (2010) oraz w The Royal Opera House w Londynie (2016);
- Violetta Valery w Traviacie Verdiego w Operze Narodowej w Warszawie (2009), Staatsoper w Wiedniu (2013), Opéra Bastille w Paryżu (2018), Metropolitan Opera w Nowym Jorku (2020) oraz w The Royal Opera House w Londynie (2020);
- Mimi w Cyganerii Pucciniego w Staatsoper Unter den Linden (2016/17);
- Micaëla w Carmen Bizeta w Opera Bastille w Paryżu (2017) oraz w Metropolitan Opera w Nowym Jorku (2019)[27];
- Liù w Turandot Pucciniego w The Royal Opera House w Londynie (2017), Staatsoper w Wiedniu (2018) i Metropolitan Opera w Nowym Jorku (2022)[28];
- Nedda w Pajacach Leoncavalliego w Metropolitan Opera w Nowym Jorku (2018), Gran Teatre del Liceu w Barcelonie (2019), Arena di Verona (2021) oraz w The Royal Opera House w Londynie (2022)[29];
- Desdemona w Otello Verdiego w Staatsoper w Wiedniu (2018) oraz w Opera Bastille (2019)[30];
- Elisabetta di Valois w Don Carlo Verdiego w Opéra Bastille w Paryżu (2019)[31];
- Floria Tosca w Tosca Giacomo Pucciniego w Teatrze Wielkim-Operze Narodowej w Warszawie (2019);
- Santuzza w Rycerskości wieśniaczej Mascagniego w Arena di Verona (2021) oraz w The Royal Opera House w Londynie (2022)[29];
- Musetta w Cyganerii Pucciniego w Metropolitan Opera w Nowym Jorku (2006, 2022)[32].

## Dyskografia
| 2010                           | Chopin: Songs (oraz Mariusz Kwiecień, Nelson Goerner) - Data: 5 listopada 2010 - Wydawca: Fryderyk Chopin Society                                                       | —  | - POL: złota płyta     |
| 2011                           | Gioia! - Data: 12 sierpnia 2011 - Wydawca: Decca Classics/Universal Music                                                                                               | 8  | - POL: platynowa płyta |
| 2012                           | Hej, kolęda! (oraz Sebastian Karpiel-Bułecka) - Data: 13 listopada 2012 - Wydawca: Universal Music Polska                                                               | 16 | - POL: złota płyta     |
| 2013                           | Bel Raggio (oraz Sinfonia Varsovia pod dyr. Pier Giorgio Morandi) - Data: 16 kwietnia 2013 (Polska), 3 czerwca 2013 (świat) - Wydawca: Decca Classics (Universal Music) | 50 |                        |
| 2018                           | Puccini in Love (oraz Roberto Alagna i Sinfonia Varsovia pod dyr. Riccardo Frizza)                                                                                      |    |                        |
| „—” pozycja nie była notowana. | |    |                        |

## Nagrody
- 1998: I Nagroda na V Międzyuczelnianym Konkursie Wokalnym w Dusznikach-Zdroju.
- 1998: Nagroda Specjalna na Międzyuczelnianym Konkursie Wokalnym w Dusznikach-Zdroju.
- 1998: I Nagroda na III Międzynarodowym Konkursie Wokalnym im. Stanisława Moniuszki w Warszawie.
- 1998: Nagroda Specjalna na III Międzynarodowym Konkursie Wokalnym im. Stanisława Moniuszki w Warszawie w kategorii najlepszy debiut roku.
- 1999: Nagroda Specjalna Międzynarodowego Konkursu Wokalnego im. Mirjam Helin w Helsinkach.
- 2000: Nagroda Mozarteum w Międzynarodowym Konkursie Wokalnym im. Francisco Vinasa w Barcelonie
- 2000: Nagroda Publiczności w Międzynarodowym Konkursie Wokalnym im. Francisco Vinasa w Barcelonie
- 2002: III Nagroda na Międzynarodowym Konkursie Wokalnym w Kantonie
- 2000: I Nagroda w Konkursie im. Elise Meyer w Hamburgu.
- 2000: Nagroda Milenijna Prezydenta Wrocławia.
- 2000: Wrocławska Nagroda Muzyczna.
- 2002: Laureatka Brązowej Iglicy.
- 2010: Doroczna Nagroda Ministra Kultury i Dziedzictwa Narodowego[42]
- 2013: Laureatka Wiktory 2012 w kategorii Gwiazda Piosenki i Estrady[43]
- 2015: Złoty Krzyż Zasługi[44][45]
- 2018: Złoty Medal „Zasłużony Kulturze Gloria Artis”[46]
- 2019: „Złota Muszka" - Nagroda im. Bogusława Kaczyńskiego[47]

Źródło:.